# Gnidia nodiflora
Gnidia nodiflora är en tibastväxtart som beskrevs av Carl Daniel Friedrich Meisner. Gnidia nodiflora ingår i släktet Gnidia och familjen tibastväxter. Inga underarter finns listade i Catalogue of Life.